# Praia do Burgau
Praia do Burgau
A Praia do Burgau é uma praia do Algarve, situada na localidade de Burgau, no município de Vila do Bispo, na sua costa sul, a leste da praia da Salema e a oeste da praia da Luz.
É também conhecida pelas suas argilas com propriedades medicinais.

## Galeria

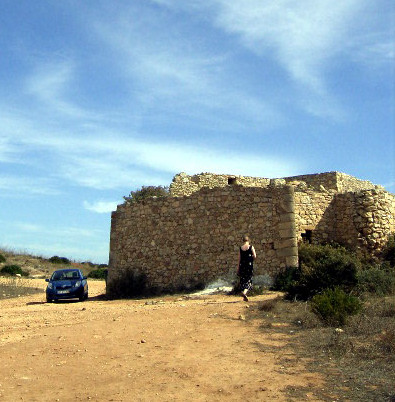
Forte do Burgau
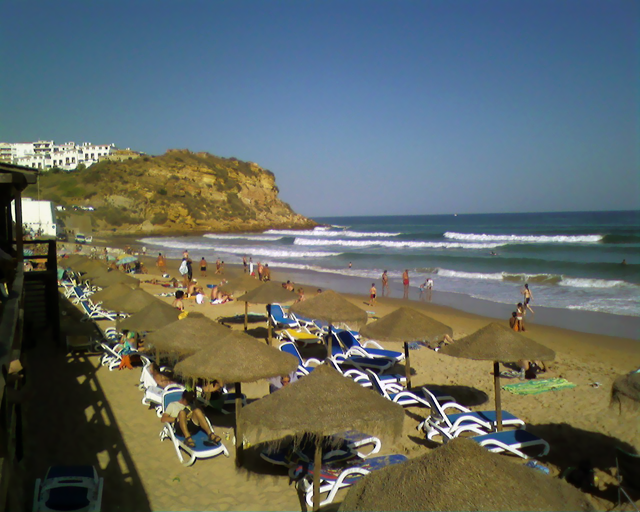
Praia do Burgau
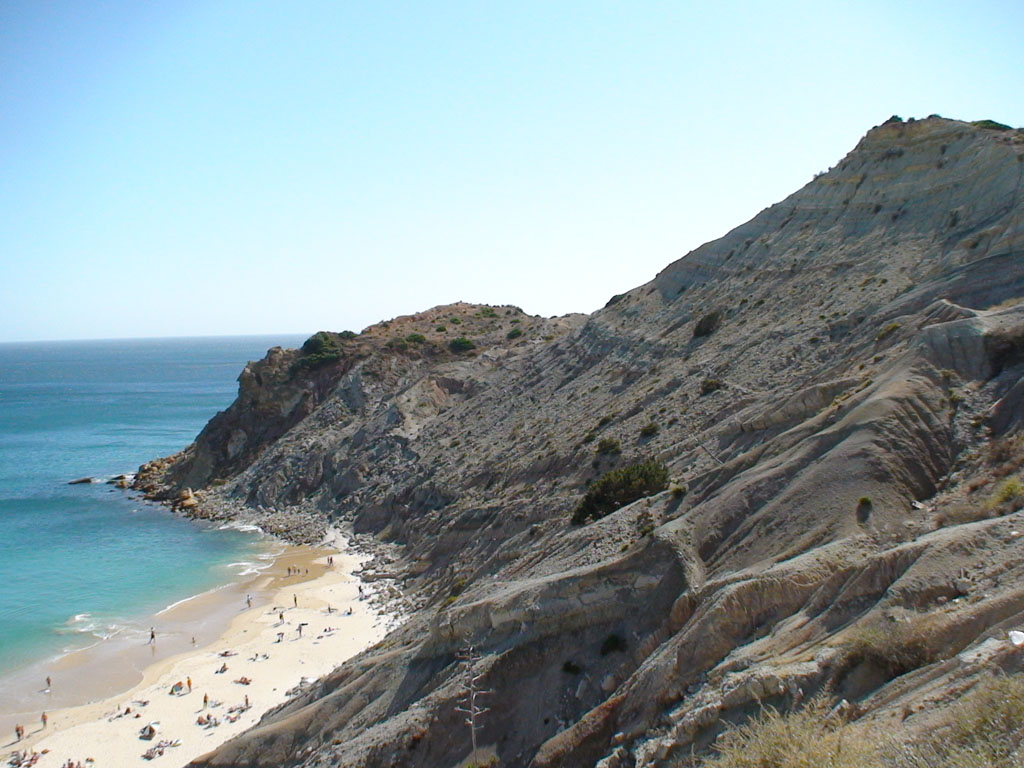
Praia do Burgau
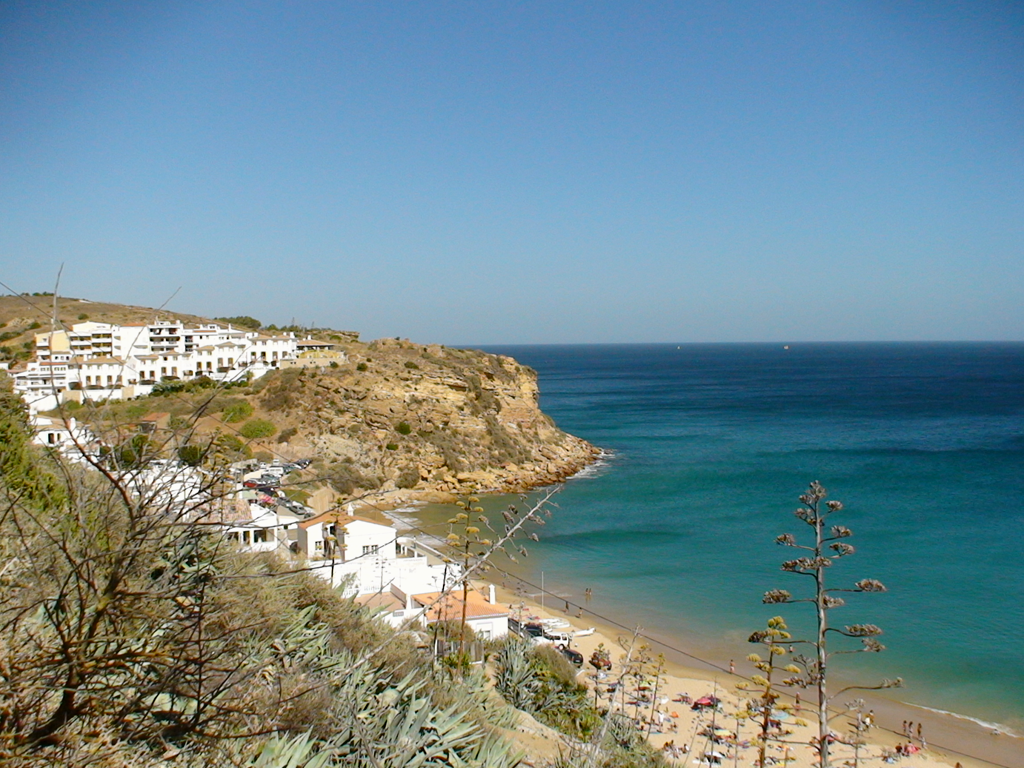
Praia do Burgau